# Hitomi (Weltraumteleskop)
Hitomi (früher ASTRO-H, anfänglich Non-thermal Energy eXploration Telescope NeXT) war die Bezeichnung eines japanischen Röntgensatelliten der JAXA. Wie in Japan üblich wurde der Satellit nach dem erfolgreichen Start umbenannt – Hitomi (ひとみ) bedeutet auf Japanisch Auge, Pupille. Die Mission erfolgte u. a. in Zusammenarbeit mit der NASA, ESA und der CSA.
Der Satellit sollte die von ASTRO-D begonnenen Untersuchungen fortführen und Röntgen- und Gammastrahlen im Bereich zwischen 0,3 und 600 keV mit verschiedenen Instrumenten erfassen.
Hitomi sollte kosmische Objekte im Bereich der Röntgenstrahlung von 0,3 bis 80 keV abbilden und im Bereich der Gammastrahlung bis 600 keV spektroskopisch erfassen. Technisch bedingt besitzen Röntgenteleskope eine lange Brennweite. Hitomi hatte einen Ausleger von 6 Metern Länge und besaß eine Gesamtlänge von ca. 12 Metern.
Aufgrund technischer Probleme zerbrach der Satellit noch während der Inbetriebnahmephase im Orbit.

## Vorgeschichte
Die Planung der Mission und die damit verbundene Grundlagenforschung begannen im Jahr 2007. Im Oktober 2009 wurde zwischen Japan und den Niederlanden ein Kooperationsvertrag über die Entwicklung und den Bau des Satelliten beschlossen. Er sollte im Jahr 2013 starten. Dieser Termin konnte im späteren Verlauf jedoch nicht gehalten werden. Im Mai 2010 wurde das Basis-Design des Satelliten abgeschlossen. Von April 2012 bis März 2013 wurden die verschiedenen Einzelgeräte-Tests durchgeführt. Im Mai 2014 wurden die Geräte in das Gehäuse integriert und es begannen die Tests für den gesamten Satelliten. Die Strahlungsdetektoren wurden erst im Frühjahr 2015 final getestet und im April 2015 eingebaut. In der zweiten Jahreshälfte 2015 erfolgten unter anderem der Vakuumtest und ein Vibrationstest des rund 6 Meter großen Satelliten (mit komprimierter optischer Bank). Er wurde im Dezember 2015 schließlich der Presse und Öffentlichkeit präsentiert und das Startdatum auf den 12. Februar 2016 gelegt. Aufgrund der Wetterbedingungen wurde an diesem Tag jedoch der Start verschoben und erfolgte schließlich am 17. Februar 2016.

## Missionsziele
Die Untersuchungen des Satelliten sollten sich vor allem auf Galaxien und Schwarze Löcher fokussieren.
- Untersuchung der Entstehungsgeschichte und des Einflusses von supermassereichen Schwarzen Löchern auf ihre Galaxien und Galaxie-Cluster durch Beobachtung von Masseausstößen von schwarzen Löchern und von Röntgendoppelsternen mit einem Schwarzen Loch (wie z. B. Cygnus X-1)
- Untersuchung der Entstehung, der inneren Interaktion (zwischen den Galaxien) und der langfristigen Entwicklung von Galaxie-Clustern sowie deren kinetischer Energie und der beinhalteten Dunklen Materie durch den Röntgenstrahlung-Doppler-Effekt den das Kräftespiel von Plasma in diesen Clustern erzeugt
- Untersuchung der Entstehungsgeschichte von schweren Elementen (wie z. B. Kohlenstoff und Sauerstoff) im Universum durch Beobachtung von Supernova-Überresten (da schwere Elemente erst durch Sterne und deren Explosion entstanden sind und vorher nicht existierten)
- Untersuchung physikalischer Grundsätze von Neutronensternen und Weißen Zwergen durch Beobachtung der Röntgen- und weichen Gammastrahlung, welche durch die extreme Dichte und die starken Magnetfelder u. a. durch die Suprafluidität von Protonen ausgeht
- Untersuchung der Verzerrung der Raumzeit und die angenommene Rotation an und von Schwarzen Löchern ebenfalls durch die Beobachtung von Röntgendoppelsternen mit einem Schwarzen Loch (wie z. B. Cygnus X-1)
- Untersuchung der Beschleunigung von kosmischer Strahlung durch Beobachtung ihres Ursprungs (z. B. bei Supernovae, Schwarzen Löchern oder Galaxie-Clustern)

## Missionsverlauf
Am 17. Februar 2016 startete der Satellit mit einer Trägerrakete H-II. Die erreichte Umlaufbahn des Satelliten hatte ein Apogäum von 576,5 km (geplant 575,0 km) und ein Perigäum von 574,4 km (geplant 574,0 km). Die Abweichungen waren marginal, so dass der Satellit als erfolgreich platziert galt. Die Entfaltung der Solarpanele erfolgte wie erwartet, alle Systeme arbeiteten normal.
Die sogenannte kritische Operationsphase beginnt nach der Aussetzung des Satelliten und endet, wenn der stabile Betrieb aller Systeme etabliert ist. Die Ausführung der Maßnahmen, u. a. die Inbetriebnahme des Kühlungssystems (−273,1 °C), der Test des Soft X-ray Spectrometer (Röntgenspektrometer für weiche Röntgenstrahlung unter 10keV) und das Ausfahren der optischen Bank, wurde erfolgreich am 29. Februar beendet.
Es folgte die Phase der Leistungsüberprüfung, in der die Funktionstüchtigkeit aller wissenschaftlichen Instrumente kontrolliert wurde. Dazu wurden bekannte Himmelskörper mit dem Weltraumteleskop in die Beobachtung genommen. Die Phase sollte nach sechs Wochen abgeschlossen werden und Mitte April die Kalibrierungsphase starten.
Dazu kam es jedoch nicht.
Ein fünf Stunden vor dem Zwischenfall durchgeführter Test zeigte anormale Werte der Höhenlage, der Stromversorgung und der Temperaturverhältnisse innerhalb des Satelliten. Diese Abweichungen von den geplanten Werten wurden ebenfalls in den Tests drei Stunden und rund eine Stunde vor dem Zwischenfall gemessen. Seit dem letzten Test um 01:52 Uhr (MEZ) am 26. März 2016 erhielt man keine Telemetrie-Daten mehr vom Satelliten. Es konnten jedoch vereinzelte Radiosignale von einem Satelliten empfangen werden, welche von der zu erwartenden Position von Hitomi gesendet wurden.
Um 02:42 Uhr (MEZ) am 26. März 2016 (±11 min) geschah dann der Zwischenfall.
JAXA vermutet die Ereignisse in folgender Reihenfolge: Nach dem Ausrichtungsmanöver auf die Markarian-Galaxie löste das Fluglage-Kontrollsystem eine falsche Lagebestimmung aus. Es signalisierte, dass der Satellit rotieren würde. Daraufhin wurde das Reaktionsrad aktiviert, um die vermeintliche Rotation zu stoppen. Dies führte zu einer tatsächlichen Rotation des Satelliten. Ein magnetischer Drehmomenterzeuger, der den Schwung des Reaktionsrades abschwächen sollte, trug aufgrund der falschen Lagebestimmung ebenfalls zur Rotation des Satelliten bei. Die kritische Situation wurde schließlich vom Fluglage-Kontrollsystem festgestellt. Es schaltete die Systeme in einen Sicherheitsmodus. Es wurden allerdings die Ausrichtungsschubdüsen auf Grundlage der falschen Werte aktiviert. Dieser Schub verstärkte nochmals die Rotation. Die Teile, die die größten Rotationskräfte erfuhren, wie z. B. die Solarpaneele und die optische Bank, brachen nun vom Satelliten ab.
Eine zusätzliche Beschädigung des Satelliten, z. B. durch eine Explosion, ist nicht ausgeschlossen. Laut Jonathan McDowell könnte sich ebenfalls ein Gasleck oder eine Explosion der Batterie ereignet haben.
Die Radarbeobachtungen zeigten im Ergebnis eine Veränderung der Umlaufzeit. JSpOC bestätigte am 27. März 2016, dass sich mindestens fünf separate Teile in der Nähe des Satelliten befinden. Am 1. April identifizierte JSpOC elf separate Teile, die dem Satelliten zugeordnet werden können (inkl. Hauptkörper). JAXA konnte mit den ihnen zur Verfügung stehenden Mitteln zwei separate Teile identifizieren.
Hitomi befand sich noch in der Testphase, diese sollte mit den Observationstests Ende 2016 abgeschlossen werden. Die JAXA hat im April 2016 die Wiederaufnahme der Tätigkeit des Satelliten ausgeschlossen. Aufgrund der Flugbahnberechnung von JSpOC wurde ein Wiedereintritt von Teilen in die Erdatmosphäre bereits Ende April erwartet. Die ersten Teile traten am 20. und 24. April 2016 in die Erdatmosphäre ein. JAXA geht davon aus, dass die Teile des Satelliten beim Wiedereintritt verglühen.

## Instrumente
Der Satellit verfügte über vier Teleskope, zwei Gammastrahlen-Dektektoren und vier verschiedene Detektoren für Röntgenstrahlung. Alle Instrumente konnten parallel eingesetzt werden.
Das Hard X-ray Telescope (HXT) verfügt über zwei identische Spiegelteleskope für harte Röntgenstrahlung. Die Spiegel sind kegelförmig und die mehrlagige reflektierende Oberfläche ermöglicht die Abbildung einer Energiespanne von 5 bis 80 keV. Die verschiedenen Lagen in dem  tiefgeschichtete Spiegel besitzen unterschiedliche periodische Längen. Einige sind zudem mit Carbon oder Platin beschichtet. Die HXT-Spiegel haben jeweils einen Durchmesser 45 cm, durch die Platzierung der HXI-Bildsensoren am Ende der optischen Bank (6 m) des Satelliten wird eine Fokallänge von 12 Metern und einer effektiven Fläche von 300 cm² ermöglicht. Es arbeitet neben der externen Reflexion zusätzlich mit einem System der Bragg-Reflexion. Das HXT ist ein Kooperationsprojekt mit der CSA.
Die doppelt vorhandenen Hard X-ray Imager (HXI) bestehen aus vier Lagen von 0,5 mm dicken Halbleiterdetektoren aus Silizium (wie sie u. a. im inneren ATLAS-Detektor im LHC des CERN verwendet werden) und einer Lage mit einem 0,5–1 mm dicken CdTe-Detektor. Die weiche(re) Röntgenstrahlung (5–30 keV) wird durch die Siliziumdetektoren absorbiert, während die harte Röntgenstrahlung (20–80 keV) durch sie hindurch dringt und im CdTe-Detektor erfasst wird. Die HXI-Kamerasysteme sind am Ende der optischen Bank angebracht.
Der Satellit besitzt zwei Teleskope für weiche Röntgenstrahlung (SXT-S und SXT-I). Das SXT-S arbeitet in Verbindung mit dem Spektrometer SXS, während das SXT-I mit dem Kamerasystem SXI (basierend auf CCD-Speichertechnologie) zusammenwirkt. Beide Teleskope sind baugleich und haben einen Durchmesser von 45 cm. Die jeweils verbundenen Systeme befinden sich am anderen Ende des Satelliten (allerdings nicht auf der optischen Bank), beide haben damit eine Fokallänge von 5,6 Metern.
Das Soft X-ray Spectrometer (SXS) wird auf −273,15 °C herunter gekühlt. Eindringende röntgengeladene Photonen erhöhen die Temperatur minimal, dies erlaubt die Röntgenenergie zu bestimmen. Das SXS bildet das Kernstück des Satelliten und ist gegenüber vorherigen Röntgenteleskopen technisch sehr weiterentwickelt. Es hat einen Messbereich von 6 keV. Aufgrund verschiedener Vorteile misst das Spektrometer insbesondere Eisenverbindungen. Das SXS verwendet die Technologie der Mikrokalorimetrie der NASA (ein weiterentwickeltes Verfahren der Kalorimetrie), welches zur Untersuchung nur noch wenige Mikrogramm einer Probenmenge benötigt.
Das Soft X-ray Imager (SXI) ist ein Weitwinkel-Kamerasystem, welches auf −120 °C herunter gekühlt wird. Es erreicht durch die Kombination von vier großen Röntgenstrahlen-CCDs einen Blickwinkel von 38° und ergänzt damit das SXS, das aufgrund seiner hohen spektralen Auflösung einen kleineren Winkel besitzt. Das SXI arbeitet in Verbindung mit dem SXT-I. Es bildet einen Energiebereich unter 10 keV ab. Neben der Bildfunktion ist es ebenfalls ein Spektrometer für weiche Röntgenstrahlung.
Die beiden Detektoren für weiche Gammastrahlung (SGD) sind an der Seite des Satelliten angebracht und interagieren nicht mit einem der vier Teleskope. Sie besitzen keinen Fokus oder Blickwinkel und können somit keine Bilder erzeugen. Sie arbeiten mit Halbleiterdetektoren auf Basis des Compton-Effekts. Es sind Silizium und CdTe-Detektoren (siehe HXI), welche in einem Energiebereich zwischen 10 und 600 keV messen. Durch die unterschiedlichen Funktionsweisen der Silizium und CdTe-Detektoren können für alle Ereignisse über 50 keV mit Hilfe des Compton-Effekts die Energiemengen und die Ausgangsrichtung bestimmt werden.

## Nachfolgemission
Die Beteiligten planten, im Jahr 2020 einen größtenteils gleich aufgebauten Ersatz-Satellit zu starten, die X-ray Astronomy Recovery Mission (XARM). Später wurde das Projekt in X-Ray Imaging and Spectroscopy Mission (XRISM) umbenannt. Der Start erfolgte am 6. September 2023.